# ژاسولان خیدیربایف
ژاسولان خیدیربایف (قزاقی: Қыдырбаев Жасұлан) (زادهٔ ۲۸ سپتامبر ۱۹۹۲) یک وزنه‌بردار اهل قزاقستان است. خیدیربایف در مسابقات قهرمانی وزنه‌برداری جهان در سال ۲۰۱۴ با مهار وزنه‌های ۱۷۹ کیلوگرم در یک‌ضرب و ۲۲۹ کیلوگرم در دوضرب به مدال طلا دست یافت. هم‌چنین در سال ۲۰۱۵ مدال برنز را کسب کرد.

## دوپینگ
نمونهٔ دوپینگ خیدیربایف در سال ۲۰۱۲ مثبت اعلام شد و او از ۱۱ نوامبر ۲۰۱۲ به مدت دو سال از شرکت در مسابقات محروم شد.